# Старе Село (Сумський район)
Старе Село (до 2016 — Черво́не) —  село в Україні, у Нижньосироватській сільській громаді Сумського району Сумської області. Населення становить 2079 осіб. До 2016 орган місцевого самоврядування — Старосільська сільська рада.

## Географія
Село Старе Село розміщене на правому березі річки Псел, вище за течією на відстані 1 км розташоване село Барвінкове, нижче за течією на відстані 2 км розташоване село Вишневе. Річка в цьому місці звивиста, утворює лимани, стариці і заболочені озера. Поруч проходить автомобільна дорога Н12.

## Історія

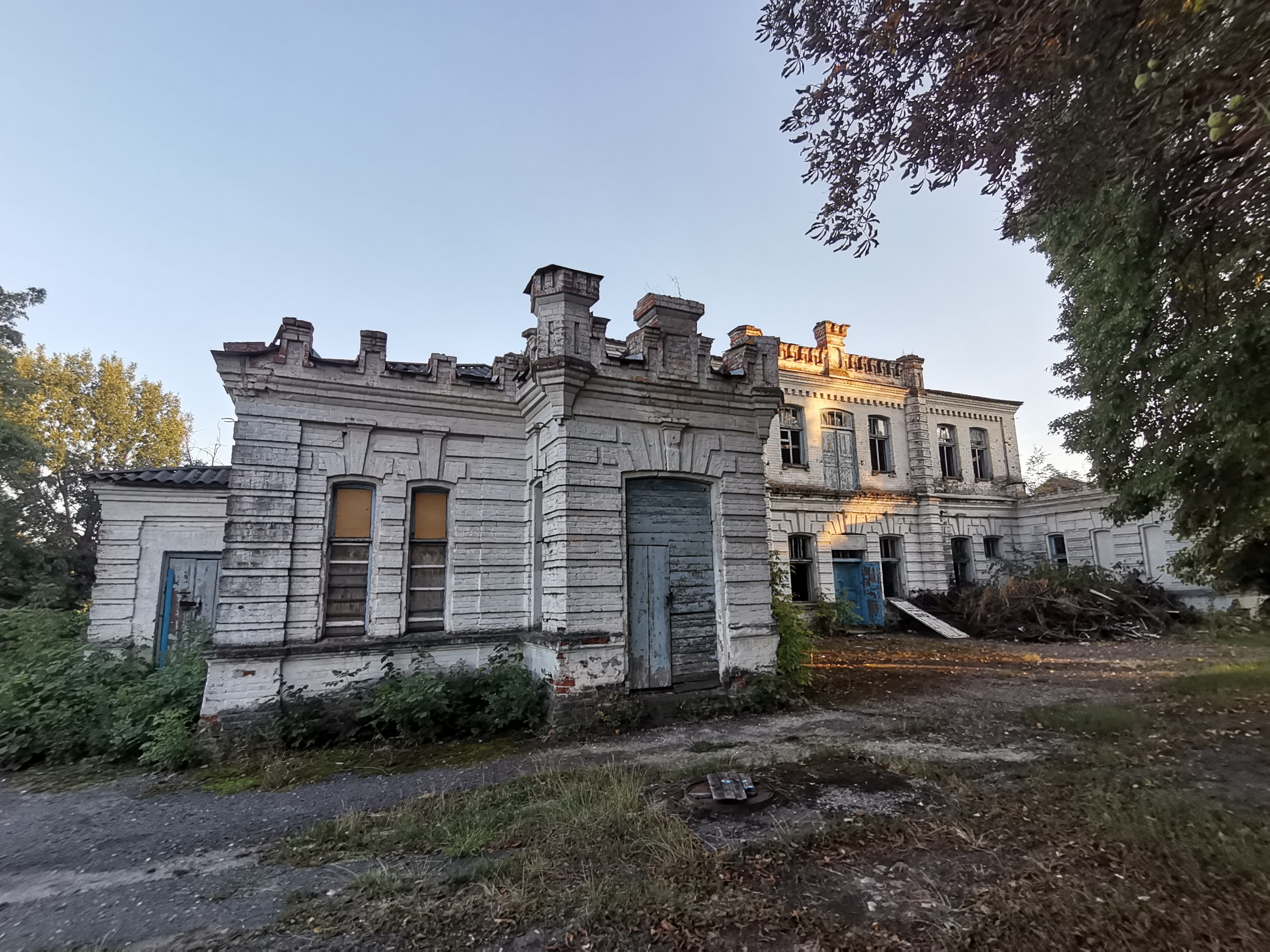
Палац Зборомирських

На території села є руїни найстарішого будинку Слобожанщини Теремок та Палац Зборомирських. 
В часі Другої світової війни радянські війська відійшли зі Старого Села 10 жовтня 1941 року.

## Населення

### Мова
Розподіл населення за рідною мовою за даними перепису 2001 року:
| Мова       | Кількість | Відсоток |
| ---------- | --------- | -------- |
| українська | 1943      | 93.46%   |
| російська  | 129       | 6.20%    |
| вірменська | 5         | 0.24%    |
| білоруська | 2         | 0.10%    |
| Усього     | 2079      | 100%     |

## Уродженці
- Бубнов Валерій Олександрович — український військовик, учасник російсько-української війни[3].
- Буйвал Дмитро Володимирович— український військовик, учасник російсько-української війни[4].
- Воробйов Михайло Михайлович (нар. 1967) — український режисер документального кіно і режисер телебачення.
- Новак Валентина Володимирівна (нар. 1960) — українська художниця.